# Педро II (король Сицилії)
Педро II (Pedro II, 1304 або 1305 — 15 серпня 1342) — король Тринакрії (Сицилії) у 1337—1342 роках.

## Життєпис

### Молоді роки
Походив з Барселонської династії. Син Фредеріка II, короля Сицилії, й Елеонори Анжу (з правлячої династії Неаполя). У 1314 році батько оголосив його спадкоємцем трону. У 1321 році Фредерік II коронував Педро в Палермо як свого співволодаря. У 1322 році породичався з Горицькою династією в Каринтії.
Втім, не мав жодної влади, а зміг долучатися до мистецтва керування державою, також закріплювався принцип спадковості за Барселонською династією над островом Сицилія. Це порушувало попередню домовленість про перехід Сицилії після смерті Фредеріка II до королів Неаполя. У 1328 році очолював сицилійський флот, що рушив на допомогу імператору Людовіку IV Баварському, що вдерся до Італії.

### Королювання
Лише після смерті батька у 1337 році фактично перебрав владу і став одноосібним володарем. Із самого початку стикнувся з амбіціями впливових старовинних родів Вентімілья, Паліцці, Антіок'я (нащадки імператора Фрідриха II Гогенштауфена) і К'ярамонте. Король, не витримавши тиску, вимушений був надати останнім більше привілеїв та повноважень. До 1340 року значного впливу набули Маттео і Даміан Паліцці, яких підтримувала мати короля.
У 1339 році при підбурюванні папи римського Бенедикта XII на острові висадилися війська Робера I, короля Неаполя, які захопили місто Терміні. Втім незабаром Педро II відвоював його. Незабаром захопив стратегічно важливі Ліпарські острови. У 1342 році відбив спробу неаполітанців зайняти місто Мілаццо. Помер після нетривалої хвороби у 1342 році. Поховано у кафедральному соборі Палермо. Владу успадкував його син Людовік.

## Родина
Дружина — Елізабета, донька Отона III, герцога Каринтії та Євфимії Силезької.
Діти:
- Констанція (1324—1355), регент Сицилії
- Елеонора (1325—1375), дружина Педро IV, короля Арагону
- Беатріс (1326—1365), дружина Руперта II, пфальцграфа Рейнського
- Евфемія (1330—1359)
- Людовік (1338—1355), король Сицилії з 1342 року
- Фредерік (1341—1377), король Сицилії з 1355 року
- Іоланда (1334)
- Хуан (1342—1353)
- Бланш (1342—1373), дружина Хуана I, графа Ампуріас